# Batomys hamiguitan
Batomys hamiguitan är en gnagare i familjen råttdjur som förekommer i Filippinerna.

## Utseende
Vuxna exemplar blir 17 till 19 cm långa (huvud och bål), har en 11 till 12,5 cm lång svans och väger 155 till 183 g. Bakfötterna är cirka 3,5 cm långa och öronen är 2,2 till 2,5 cm stora. Den ganska grova pälsen på ovansidan bildas av hår som är mörkgråa till svarta vid roten och gulbruna till färglösa vid spetsen. Ovansidan har därför ett gulbrunt utseende. Hårspetsar utan pigment förekommer främst vid stjärten. Några längre hår har den ljusa delen i mitten och spetsen är åter mörk. En tydlig gräns mot den ljusgråa till ljusbruna undersidan saknas. Vid de avrundade öronen är insidan ljusare grå än kanterna. Håren som täcker öronen är mörk- eller ljusbruna eller färglösa. Fingrarna vid framtassarna är kraftig men bakfötterna är kortare jämförd med släktets andra arter. På den smala svansen förekommer korta mörkbruna och svarta hår. Batomys hamiguitan har liksom flera andra släktmedlemmar en mörk ring med naken hud kring varje öga. Ringen begränsas av svarta hår.

## Utbredning
Arten lever i området kring berget Hamiguitan på en halvö i sydöstra delen av ön Mindanao i Filippinerna. Exemplar hittades mellan 950 och 1130 meter över havet. Batomys hamiguitan förekommer i ursprungliga skogar och i förändrade skogar. Individer hittades även i områden där skogen avverkades.

## Ekologi
Uppskattningsvis är arten växtätare. Två honor som var dräktiga med var sitt embryo registrerades i maj.

## Bevarandestatus
Gruvdrift som pågick i utbredningsområdet blev inställd. Antagligen jagas några exemplar för köttets skull. Troligtvis finns ett större bestånd i ursprungliga skogar men hela populationens storlek är okänd. IUCN listar Batomys hamiguitan med kunskapsbrist (DD).